# John Anster Fitzgerald
John Anster Fitzgerald (Lambeth, 19 settembre 1819 – 1906) è stato un pittore inglese di fate del periodo vittoriano, noto per le atmosfere cupe dei suoi dipinti ed i frequenti riferimenti all'uso di sostanze stupefacenti.
Le sue opere vennero esposte per la prima alla Royal Academy of Arts  di Londra nel 1845 ed ottennero grande successo, aprendogli le porte anche della British Institution, della Society of British Artists e della Watercolour Society.
Al soggetto fantastico ha spesso unito temi tratti dalle opere di Shakespeare, indugiando soprattutto - come molti suoi contemporanei - su Sogno di una notte di mezza estate e La tempesta. Tra le sue creazioni più note, le fate natalizie comparse nel 1858 sulla rivista The Illustrated London News.

## Opere
- The Stuff That Dreams are Made Of

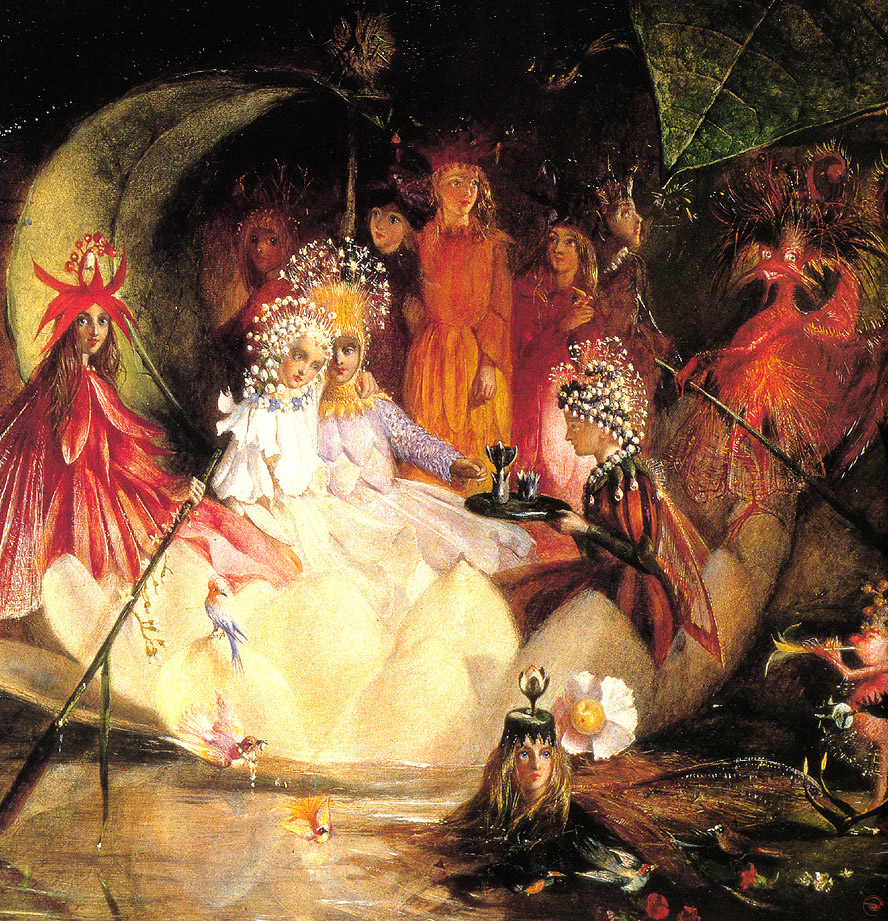
The Marriage of Oberon and Titania

- Fairies Looking Through an Open Window
- Titania and Bottom, A Midsummer Nights Dream
- The Fledgling
- Fairy Hordes Attacking a Bat
- The Fairy's Funeral
- The Enchanted Landscape
- Cat Among the Fairies
- Fairies in a Nest
- The Concert
- Holly & White Mice
- The Chase of the White Mice
- The Fairies' Banquet
- The Fairy's Barque
- The Storm
- Ariel
- Faeries Looking Through a Gothic Arch
- In Fairyland
- Rabbit Among the Fairies
- Robin Defending Nest
- The Captive Robin
- The Enchanted Forest
- The Artist Dream